# Samukh
Samukh (em azeri: Samux) é um dos cinquenta e nove rayons em que se subdivide politicamente a República do Azerbaijão. A cidade capital é a cidade de Nəbiağalı.
Tem uma superfície de 1.455 quilômetros quadrados, com uma população composta por 50.642 pessoas; sua densidade populacional é de 34,8 habitantes por cada quilômetro quadrado.
A economia está dominada pela agricultura, com uma produção que se centra no cultivo de frutas, hortaliças e vinho, e explorações pecuaristas.